# Élections sénatoriales de 2001 en Loir-et-Cher
Les élections sénatoriales en Loir-et-Cher ont lieu le dimanche 23 septembre 2001. Elles ont pour but d'élire les sénateurs représentant le département au Sénat pour un mandat de neuf années.

## Contexte départemental
Lors des élections sénatoriales du 27 septembre 1992 en Loir-et-Cher, deux sénateurs ont été élus selon un scrutin majoritaire.
Depuis, tous les effectifs du collège électoral des grands électeurs ont été renouvelés, avec les élections législatives de 1997 en Loir-et-Cher, les élections européennes de 1999, les élections régionales françaises de 1998, les élections cantonales de 1998 et 2001 et les élections municipales françaises de 2001.

## Sénateurs sortants
| Sénateur | Sénateur         | Parti | Fonctions lors de l'élection en 1992 |
| -------- | ---------------- | ----- | ------------------------------------ |
|          | Jacques Bimbenet | UDF   | Conseiller général, maire de Contres |
|          | Pierre Fauchon   | UDF   | Conseiller général, maire de Choue   |

## Présentation des candidats
Les nouveaux représentants sont élus pour une législature de 6 ans au suffrage universel indirect par les 934 grands électeurs du département. Dans le Loir-et-Cher, les sénateurs sont élus au scrutin majoritaire à deux tours. Leur nombre reste inchangé, 2 sénateurs sont à élire. Ils sont 16 candidats dans le département, chacun avec un suppléant.
| Candidats | Candidats               | Parti | Principale fonction                                    |
| --------- | ----------------------- | ----- | ------------------------------------------------------ |
|           | Jacqueline Gourault     | UDF   | Conseiller général, maire de La Chaussée-Saint-Victor  |
|           | Pierre Fauchon          | UDF   | Sénateur sortant, conseiller général                   |
|           | Jacques Bimbenet        | UDF   | Sénateur sortant, conseiller général, maire de Contres |
|           | Patrice Martin-Lalande  | RPR   | Député, conseiller général, maire de Lamotte-Beuvron   |
|           | Jeanine Baye            | PS    | Conseiller général                                     |
|           | Philippe Degeyne        | PS    |                                                        |
|           | Jean-Benoît Delaporte   | PCF   |                                                        |
|           | Martine Marchand        | LV    |                                                        |
|           | Michel Chassier         | FN    |                                                        |
|           | Marilyne Hariti-Corbeau | MNR   |                                                        |
|           | Philippe Le Nagat       | MNR   |                                                        |
|           | Bernard Larguyze        | UCF   |                                                        |
|           | Laurette Paolini        | UCF   |                                                        |

## Résultats
| Candidat et parti politique | Candidat et parti politique | Candidat et parti politique | Premier tour | Premier tour | Second tour | Second tour |
| Candidat et parti politique | Candidat et parti politique | Candidat et parti politique | Voix         | %            | Voix        | %           |
| --------------------------- | --------------------------- | --------------------------- | ------------ | ------------ | ----------- | ----------- |
|                             | Jacqueline Gourault         | UDF                         | 476          | 51,57        |             |             |
|                             | Pierre Fauchon              | UDF                         | 343          | 37,16        | 333         | 55,54       |
|                             | Patrice Martin-Lalande      | RPR                         | 232          | 25,14        | 230         | 26,59       |
|                             | Jeanine Baye                | PS                          | 211          | 22,86        | 230         | 26,59       |
|                             | Jacques Bimbenet            | UDF                         | 208          | 22,54        | 72          | 8,32        |
|                             | Philippe Degeyne            | PS                          | 189          | 20,48        |             |             |
|                             | Jean-Benoît Delaporte       | PCF                         | 46           | 4,98         |             |             |
|                             | Martine Marchand            | LV                          | 26           | 2,82         |             |             |
|                             | Michel Chassier             | FN                          | 13           | 1,41         |             |             |
|                             | Bernard Larguyze            | UCF                         | 2            | 0,22         |             |             |
|                             | Laurette Paolini            | UCF                         | 2            | 0,22         |             |             |
|                             | Marilyne Hariti-Corbeau     | MNR                         | 2            | 0,22         |             |             |
|                             | Philippe Le Nagat           | MNR                         | 2            | 0,22         |             |             |
|                             |                             |                             |              |              |             |             |
| Inscrits                    | Inscrits                    | Inscrits                    | 934          | 100,00       | 934         | 100,00      |
| Abstentions                 | Abstentions                 | Abstentions                 | 5            | 0,53         | 5           | 0,53        |
| Votants                     | Votants                     | Votants                     | 929          | 99,46        | 929         | 99,46       |
| Blancs et nuls              | Blancs et nuls              | Blancs et nuls              | 6            | 0,65         | 64          | 6,89        |
| Exprimés                    | Exprimés                    | Exprimés                    | 923          | 99,35        | 865         | 93,11       |